# Friedrich Breitbach

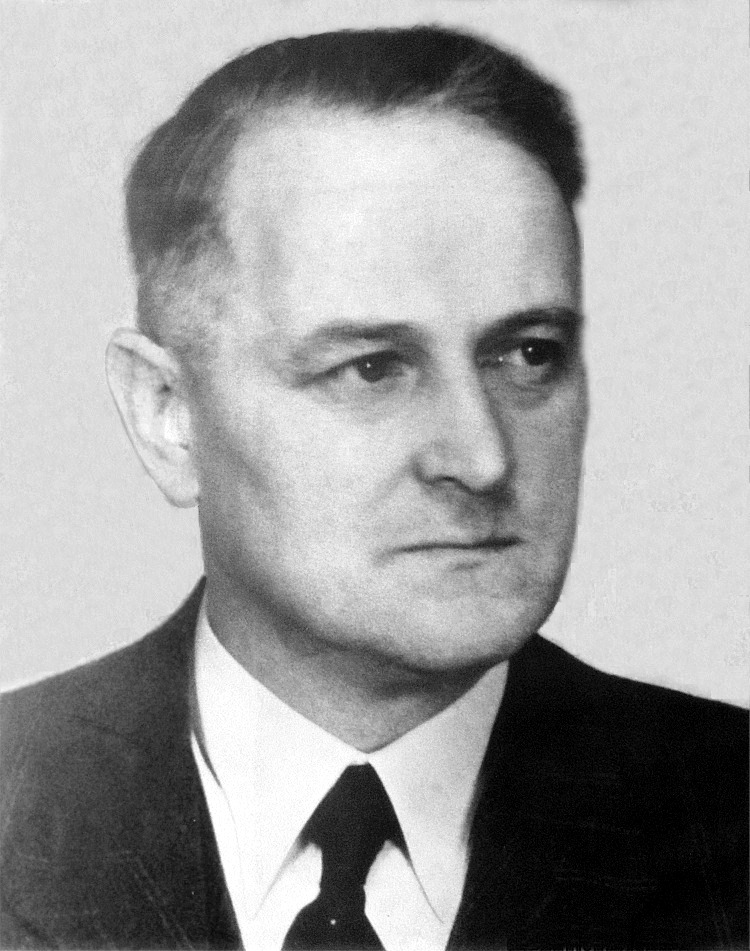
Friedrich Breitbach

 Friedrich Breitbach (* 23. Juni 1897 in Nickenich; † 5. November 1991 in Trier) war ein deutscher Kaufmann, Sektfabrikant und von 1945 bis 1946 Oberbürgermeister von Trier.

## Leben
Breitbach wurde als siebtes von elf Kindern des Schmiedemeisters und Landwirts Carl Breitbach (* 13. Mai 1859; † 1. Januar 1935) und seiner Frau Anna Breitbach, geb. Windheuser (* 30. Oktober 1859; † 2. Februar 1939) in Nickenich bei Andernach geboren. Seine Familie war römisch-katholisch geprägt.
Nach der Volksschule absolvierte Breitbach eine Lehre als Industriekaufmann. Von 1915 bis 1918 leistete er Frontdienst in Frankreich und Russland, wo er an Malaria erkrankte. Nach seiner Genesung war er als Bankkaufmann tätig. 1925 wechselte er in die Weinbranche, die fortan sein berufliches Wirken prägte. 1935 übernahm er die Leitung der seinerzeit renommierten Weinkellerei Katholischer Bürgerverein in Trier, die ein Jahr später in Trierer Bürgerverein 1864 AG umfirmierte.
Während des Krieges bis zu seinem Ende – trotz Räumungsbefehl und Bombardierung der Stadt – blieb Breitbach in Trier. Vier Tage nachdem die Amerikaner in der Nacht vom 1. auf den 2. März 1945 Trier erobert hatten, ernannte der Trierer Militärkommandant, Oberstleutnant Speaks, Friedrich Breitbach zum neuen Oberbürgermeister. Obwohl dieser darauf hinwies, dass er kein Verwaltungsfachmann sei, blieb Speaks bei seiner Nominierung; er meinte, irgendein Trierer müsse diese Aufgabe übernehmen, da bald mit der Rückkehr von Tausenden von Trierern zu rechnen sei. Um Breitbach vor dem von Goebbels angekündigten Werwolf zu schützen, wurde er tagsüber stets von zwei amerikanischen Soldaten begleitet, die auch nachts in Breitbachs Wohnung schliefen. Breitbach begann mit einem Nichts.
Mit Tatkraft und hohem persönlichen Einsatz, zugleich unter stetigem Argwohn der Besatzung, organisierte Breitbach den Neuaufbau der Verwaltung und versuchte der Not und den Problemen der zurückkehrenden Bevölkerung gerecht zu werden. Die Beschaffung von Lebensmitteln und Wohnungen für die hungernde Bevölkerung waren die wichtigsten und schwierigsten Aufgaben. Bereits am 10. März 1945 waren Ansätze einer neuen Stadtverwaltung mit Breitbachs Personal vom Bürgerverein und dessen Büroausstattung festzustellen. Als Symbol des Neuanfangs und der Hoffnung arrangierte Breitbach am 29. Juni 1945, dem Festtag des Stadtpatrons St. Petrus, die Wiederaufstellung des Marktkreuzes. Als die französische Armee am 10. Juli 1945 die Besatzung übernahm, beließen sie Breitbach in seiner Funktion. Am 15. September 1946 fand die erste demokratische Kommunalwahl nach der NS-Diktatur statt, in der ein Stadtrat gewählt wurde, der wiederum an Stelle des hauptamtlichen Oberbürgermeisters einen ehrenamtlichen zu wählen hatte. Die Wahl fiel auf den Kaufmann Heinrich Kemper. An diesen übergab Breitbach am 25. September 1946 sein Amt.
Nach seinem Ausscheiden als Oberbürgermeister konnte sich Breitbach der Leitung des Trierer Bürgervereins wieder zuwenden. 1951 war er Mitinitiator bei der Gründung der Perlweinkellerei Faber, die 1953 als Saar-Sektkellerei Faber KG die Sektproduktion aufnahm. Als deren Komplementär bestimmte er deren Geschicke bis 1975 maßgeblich.
Von 1947 bis 1952 war Breitbach Vizepräsident der Industrie- u. Handelskammer Trier. Von 1964 bis 1970 engagierte er sich als Vorsitzender des Kuratoriums für den „Wiederaufbau der Steipe“.

## Ehrungen
Breitbach wurden mehrere Ehrungen zuteil: Verleihung der Freiherr-vom-Stein-Plakette des Landes Rheinland-Pfalz (1954), des Bundesverdienstkreuzes 1. Klasse (März 1964) und des Ehrensiegels der Stadt Trier (Juni 1965). Die Stadt Trier erinnert mit der „Friedrich-Breitbach-Straße“ an ihn.